# Clemensia albida
Clemensia albida là một loài bướm đêm thuộc phân họ Arctiinae, họ Erebidae.